# José de Suelves y de Montagut
José de Suelves y de Montagut (Tortosa, 27 de agosto de 1850-Madrid, 4 de abril de 1926) fue un aristócrata, militar y político español, noveno marqués de Tamarit y primer vizconde de Montserrat.
Fue amigo personal de Carlos de Borbón y Austria-Este, a quien acompañó en sus campañas militares. Fue elegido varias veces diputado a Cortes por el distrito de Tarragona. Destacó también como propietario agrícola y por su condición de jefe de Comunión Tradicionalista en la provincia de Tarragona a finales del siglo XIX y principios del XX.

## Biografía
Nacido en la localidad tarraconense de Tortosa, era hijo de Juan de Suelves y Ustáriz y sobrino de Antonio de Suelves y Ustáriz, marqués de Tamarit, de quien heredaría el título.
Al igual que su padre y su tío, en 1868 ofreció sus servicios a Carlos de Borbón y Austria-Este, quien le agració con el empleo de Alférez y lo nombró oficial de órdenes suyo, puesto de confianza que ocupó antes que otros muchos jóvenes distinguidos que, como el Duque de Medinaceli, como los marqueses de Vallecerrato y de Bondad-Real, y José de Orbe (Marqués de Valde-Espina), y Jaime Silva (Duque de Lécera y de Bournonville), figuraban en el Estado Mayor de Don Carlos durante la tercera guerra carlista y la conspiración que precedió a la misma.
Desde 1868 José de Suelves acompañó siempre a Don Carlos, trabajando incesantemente en su Secretaría, a las inmediatas órdenes de los generales Elío, Cevallos e Iparraguirre. Desempeñó comisiones de confianza y de peligro, viendo recompensados por aquella época su celo y su actividad con el empleo de Teniente y la Cruz de primera clase del Mérito Militar, destinada a premiar servicios especiales.
Durante la campaña siguió prestando el servicio de Oficial de Órdenes de Don Carlos, tomando a su lado parte en todas las operaciones de importancia que tuvieron lugar en el teatro de operaciones del Norte. Se distinguió particularmente en la campaña de Somorrostro, por la que ganó la medalla de Somorrostro y una Cruz Roja de 1.ª clase del Mérito Militar, así como en los sitios de Hernani, Irún y Guetaria, y en la acción de Monte San Juan, por la cual se le concedió otra Cruz Roja del Mérito Militar.
José de Suelves fue comisionado por Don Carlos para acompañar a su esposa, Margarita de Borbón-Parma, cuando  ésta hizo su primera entrada en España. Fue ascendido a Capitán a mediados del año 1874 y ganó el empleo de Comandante en la batalla de Lácar. Fue agraciado con la medalla de plata de Carlos VII, y siguiendo al lado de éste todas las vicisitudes de la guerra, le acompañó al repasar la frontera, siendo promovido a teniente coronel, por gracia general.
Prestando siempre el servicio de oficial de órdenes de Don Carlos, le acompañó en sus viajes por Inglaterra, Méjico, los Estados Unidos y Canadá, siendo agraciado por aquel tiempo con la Encomienda de número de la Real y distinguida Orden de Carlos III.
Asistió también, a las inmediatas órdenes de Don Carlos, a toda la guerra de Oriente del año 1877, distinguiéndose en el paso del Danubio con cuya medalla fue condecorado. Estuvo en las tres batallas de Plewna, en la primera de las cuales cargó al lado de Don Carlos al frente del Regimiento n.° 34 de Cosacos, ganando ambos así la Medalla de oro del Valor Militar; y en el ataque del gran redicto de Grivitza se batió Suelves con tal denuedo, que se hizo mención de su arrojo en la Orden General del Ejército, y Don Carlos le concedió entonces el empleo de Coronel.
Después de la guerra de Oriente, José de Suelves siguió largo tiempo al lado de Don Carlos, por quien fue agraciado con la llave de Gentilhombre y designado para asistir como tal a la boda de Blanca de Borbón y Borbón-Parma con el Archiduque Leopoldo Salvador de Austria.
En 1893 fue nombrado Presidente de la Junta Provincial carlista de Tarragona. Fue elegido diputado a Cortes por Tarragona en las elecciones de 1896, 1898 y 1901. Fue también elegido senador en 1899. Dentro de su partido fue de los dirigentes que apoyaron la alianza con Solidaridad Catalana en las elecciones de 1907, con la que fue nuevamente elegido diputado.
En el año de 1886 heredó el título de Marqués de Tamarit. Además, ostentó los títulos de Vizconde de Montserrat y Barón de Altafulla y vio premiadas por Don Carlos su adhesión y su lealtad con la Gran Cruz de la Real y distinguida Orden de Carlos III. En 1924 le fue concedida también la Cruz de la Legitimidad Proscrita por Jaime de Borbón.
Falleció en Madrid en 1926.